# Koishikute
Singles de Kumi Kōda
Go to the top
(2012) Summer Trip
(2013)
Koishikute est le 54e single de Kumi Kōda sorti sous le label Rhythm Zone le 5 décembre 2012 au Japon. Il arrive 7e à l'Oricon. Il se vend à 18 540 exemplaires la première semaine et reste classé 6 semaines pour un total de 23 183 exemplaires vendus. Il sort au format CD et CD+DVD.
Alone est une reprise de Mayo Okamoto. Koishikute se trouve sur l'album Bon voyage.

## Liste des titres
Toutes les paroles sont écrites par Koda Kumi, Okamoto Mayo.
| 1. | Koishikute (恋しくて) |  |
| 2. | Alone                 |  |

| 1. | Koishikute (恋しくて)             |  |
| 2. | Koishikute (Making Of) (恋しくて) |  |